# Atletica leggera alla XXIX Universiade - Staffetta 4×100 metri maschile
La staffetta 4×100 metri maschile alla XXIX Universiade si è svolta dal 27 al 28 agosto 2017.

## Podio
| Oro     | Giappone Yusuke Tanaka Shuhei Tada Sho Kitagawa Jun Yamashita             |
| Argento | Stati Uniti John Lewis III LeShon Collins Jacarias Martin Cameron Burrell |
| Bronzo  | Taipei Cinese Wei Yi-ching Yang Chun-han Cheng Po-yu Chen Chia-hsun       |

## Risultati

### 1º turno
Passano in finale le prime squadre di ogni batteria (Q) e le quattro squadre con i migliori tempi tra le escluse (q).
| Posizione | Batteria | Nazione           | Atleti                                                                                    | Tempo | Note                                     |
| --------- | -------- | ----------------- | ----------------------------------------------------------------------------------------- | ----- | ---------------------------------------- |
| 1         | 2        | Stati Uniti       | John Lewis III, LeShon Collins, Jacarias Martin, Cameron Burrell                          | 39.16 | Q                                        |
| 2         | 4        | Taipei Cinese     | Wei Yi-ching, Yang Chun-han, Cheng Po-yu, Chen Chia-hsun                                  | 39.23 | Q,                                       |
| 3         | 4        | Giappone          | Yusuke Tanaka, Shuhei Tada, Sho Kitagawa, Jun Yamashita                                   | 39.26 | q                                        |
| 4         | 2        | Messico           | Heber Gallegos, Iván Moreno, César Ramírez, Juan Carlos Alanís                            | 39.31 | q,                                       |
| 5         | 3        | Thailandia        | Kritsada Namsuwan, Bandit Chuangchai, Jirapong Meenapra, Jaran Sathoengram                | 39.43 | Q                                        |
| 6         | 4        | Finlandia         | Eetu Rantala, Oskari Mörö, Samuli Samuelsson, Ville Myllymäki                             | 39.67 | q                                        |
| 7         | 1        | Svizzera          | Florian Clivaz, Pascal Mancini, Bastien Mouthon, Silvan Wicki                             | 39.77 | Q                                        |
| 8         | 4        | Ghana             | Godfred Kofitse, Emmanuel Yeboah, Stephen Opoku, Desmond Aryee                            | 39.77 | q,                                       |
| 9         | 3        | Brasile           | Jonathann Mendes, Aldemir da Silva Junior, Aliffer Júnior dos Santos, Gabriel Constantino | 39.80 |                                          |
| 10        | 3        | Canada            | Ingvar Moseley, Oluwasegun Makinde, Gregory MacNeill, James Linde                         | 40.01 | Miglior prestazione personale stagionale |
| 11        | 2        | Trinidad e Tobago | Micah Ballantyne, Moriba Morain, Darren Alfred, Dan-Neil Telesford                        | 40.13 |                                          |
| 12        | 1        | Australia         | Nicholas Bate, Rohan Browning, Simon Greig, Taylor Burns                                  | 40.33 |                                          |
| 13        | 1        | Slovacchia        | Šimon Bujna, Roman Turčáni, Denis Danáč, Ján Volko                                        | 40.69 |                                          |
| 14        | 2        | Argentina         | Oscar Caracassis, Guillermo Ruggeri, Matías Robledo, Jaime Rodríguez                      | 40.83 |                                          |
| 15        | 1        | Corea del Sud     | Kim Gyeong-tae, Ko Seung-hwan, Hwang Hyeonu, Lee Ji-woo                                   | 41.23 |                                          |
| 16        | 3        | Sri Lanka         | Godayalage Kularathna, Akhila Nilaweera, Agalakada Arachchig, Kavindu Kottahachchi        | 41.96 | Miglior prestazione personale stagionale |
|           | 1        | Polonia           | Grzegorz Zimniewicz, Przemysław Słowikowski, Artur Zaczek, Eryk Hampel                    | DQ    | R163.3a                                  |
|           | 1        | Singapore         | Tan Zong Yang, Khairyll Amri Tumadi, Timothee Yap Jin Wei, Calvin Kang Li Loong           | DQ    | R163.3a                                  |
|           | 2        | Uganda            | Daniel Bingi, Pius Adome, Francis Oketayot, Benson Okot                                   | DQ    | R163.3a                                  |
|           | 4        | Arabia Saudita    | Saleh Al-Moselem, Abdulsalam Al-Quraya, Abdullah Al-Shuqayfi, Hassan Al-Onayzan           | DQ    | R170.7                                   |

### Finale
| Posizione | Corsia | Nazione       | Atleti                                                                     | Tempo | Note                                     |
| --------- | ------ | ------------- | -------------------------------------------------------------------------- | ----- | ---------------------------------------- |
|           | 7      | Giappone      | Yusuke Tanaka, Shuhei Tada, Sho Kitagawa, Jun Yamashita                    | 38"65 | Miglior prestazione personale stagionale |
|           | 6      | Stati Uniti   | John Lewis III, LeShon Collins, Jacarias Martin, Cameron Burrell           | 38"69 |                                          |
|           | 4      | Taipei Cinese | Wei Yi-ching, Yang Chun-han, Cheng Po-yu, Chen Chia-hsun                   | 39"06 | Miglior prestazione personale stagionale |
| 4         | 8      | Messico       | Heber Gallegos, Iván Moreno, César Ramírez, Juan Carlos Alanís             | 39"17 | Record nazionale                         |
| 5         | 5      | Thailandia    | Kritsada Namsuwan, Bandit Chuangchai, Jirapong Meenapra, Jaran Sathoengram | 39"22 | Miglior prestazione personale stagionale |
| 6         | 1      | Ghana         | Desmond Aryee, Emmanuel Yeboah, Stephen Opoku, Godfred Kofitse             | 39"76 |                                          |
| 7         | 2      | Finlandia     | Eetu Rantala, Oskari Mörö, Samuli Samuelsson, Ville Myllymäki              | 40"37 |                                          |
|           | 3      | Svizzera      | Florian Clivaz, Pascal Mancini, Silvan Wicki, Bastien Mouthon              | DNF   |                                          |